# Mikachevitchy

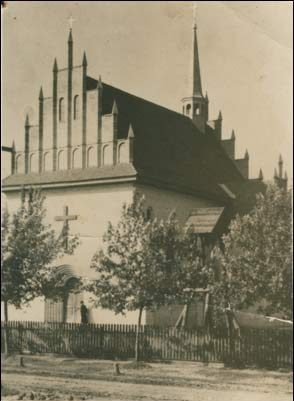
L'église, encore catholique, au début du XXe siècle.

Mikachevitchy (en biélorusse : Мікашэвічы ; en łacinka : Mikaševičy ; en russe : Микашевичи ; en polonais : Mikaszewicze) est une ville de la voblast de Brest, en Biélorussie. Sa population s'élevait à 12 693 habitants en 2017.

## Géographie
Mikachevitchy se trouve à l'extrémité orientale de la voblast de Brest, à 252 km à l'est de Brest et à 45 km à l'est de Louninets.

## Histoire
La première mention de Mikachevitchy remonte à 1785. De 1921 à 1939, le village fait partie de la Pologne. Annexé par l'Union soviétique et rattaché à la république socialiste soviétique de Biélorussie, Mikachevitchy a été constitué en unité administrative et territoriale distincte du raïon de Lenine de l'oblast de Pinsk en 1940. En 1950, il devient le centre administratif d'un raïon, mais depuis la réorganisation administrative du 20 janvier 1960, la commune urbaine de Mikachevitchy fait partie du raïon de Louninets. En 1974, une importante carrière de granite a été mise en exploitation pour la production de graviers destinés à la construction. Mikachevitchy a accédé au statut de ville le 25 août 2005.

### Les Juifs de Mikachevitchy

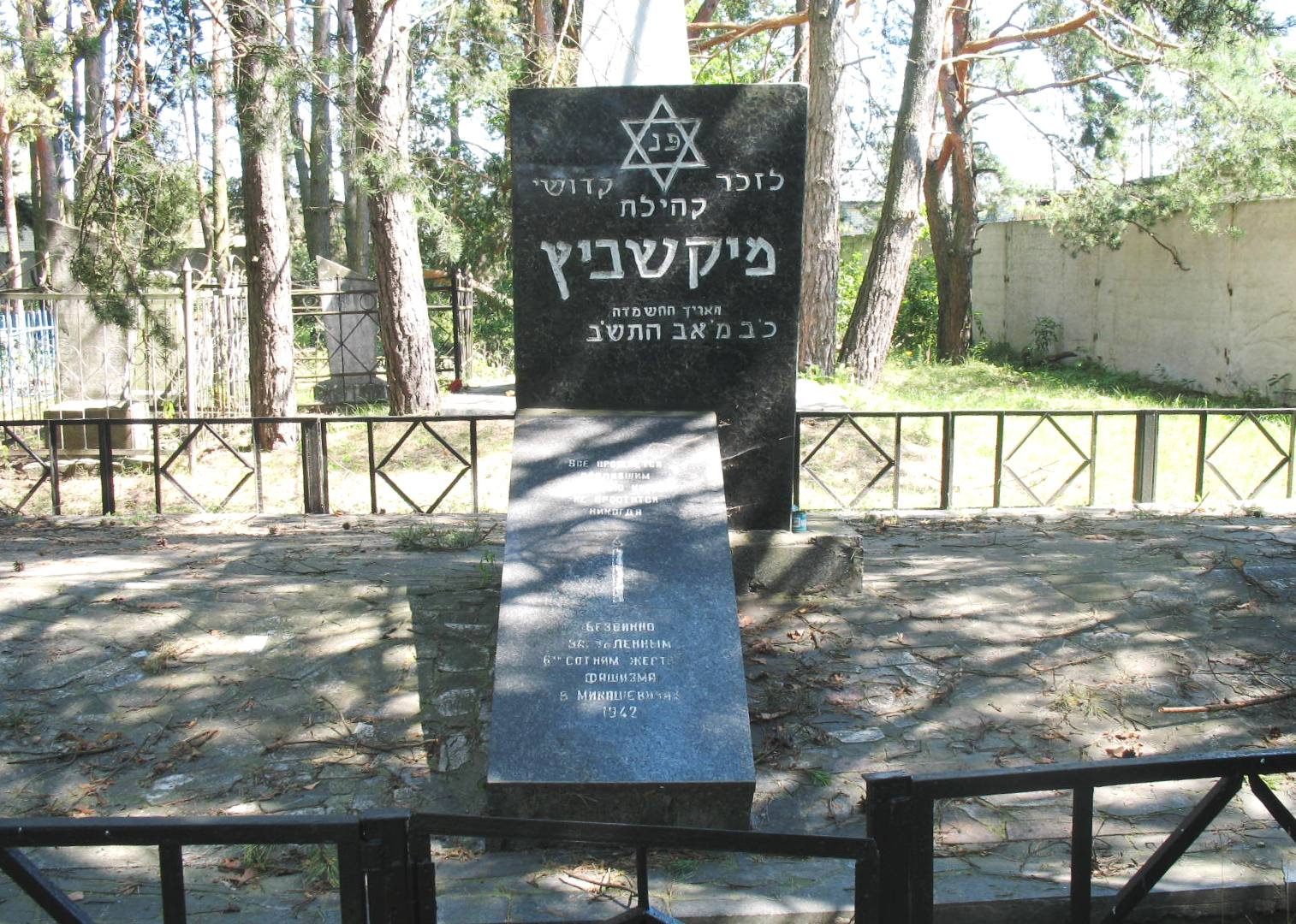
Stèle commémorative en hommage aux victimes de l'Holocauste

Au milieu des années 1930, environ 400 Juifs vivaient à Mikachevitchy. Lors de la Seconde Guerre mondiale, dès la prise de la ville par les troupes allemandes, les Juifs sont utilisés pour des travaux forcés : construction, épurement des canaux, nettoyage des rues, bûcheronnage, etc. Ils sont, de plus, la cible de toutes sortes d'injustices et d'humiliations.
En 1942, un ghetto juif est mis en place à Mikachevitchy. Les Juifs de la ville et des villages environnant sont contraints d'y résider,,.
Le 6 août 1942, les nazis aidés par des collaborateurs biélorusses tuent, selon les sources, entre 418 et 456 Juifs,.
Sur la fosse commune des victimes du génocide à Mikachevitchy, un obélisque est érigé en 1992 avec une inscription en hébreu et en russe,.

## Population
Recensements (*) ou estimations de la population :
| 1959* | 1970* | 1979* | 1989*  | 1999*  | 2009*  |
| ----- | ----- | ----- | ------ | ------ | ------ |
| 3 436 | 4 056 | 7 620 | 12 777 | 13 800 | 13 016 |

| 2012   | 2013   | 2014   | 2015   | 2016   | 2017   |
| ------ | ------ | ------ | ------ | ------ | ------ |
| 12 932 | 12 896 | 12 899 | 12 855 | 12 759 | 12 693 |

## Transport

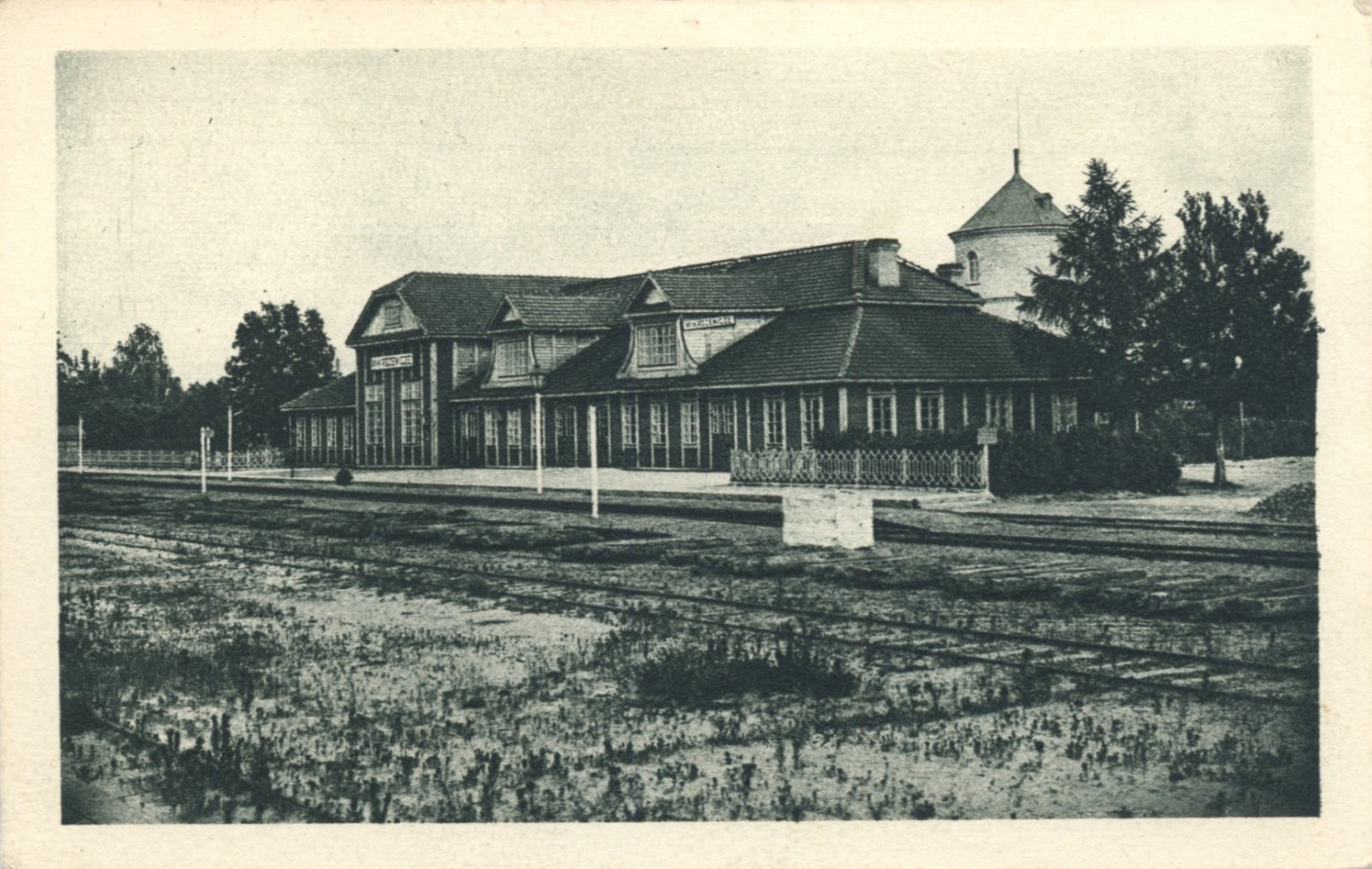
Gare ferroviaire, image d'entre-deux-guerres

Mikachevitchy est desservie par une gare ferroviaire se situant sur la ligne Louninets - Kalinkavitchy.

## Église de la Nativité de Saint-Jean le Baptiste
L'église de la Nativité de Saint-Jean le Baptiste est construite en 1936 comme église catholique. Elle devient orthodoxe à la fin du xxe siècle,.